# Hamburg-Niendorf
Niendorf is een stadsdeel van het district Eimsbüttel van de Vrije Hanzestad Hamburg.
Niendorf ontwikkelde zich van een dorp in Sleeswijk-Holstein tot een stedelijke woonwijk. Het stadsbos Niendorfer Gehege trekt ook bezoekers uit andere delen van Hamburg aan.
Niendorf ligt in het noordwesten van Hamburg op de grens met Sleeswijk-Holstein. Het heeft een oppervlakte 12,7 vierkante kilometer. Eidelstedt en Schnelsen grenzen er in het westen aan, Stellingen en Lokstedt in het zuiden. In het oosten wordt Niendorf begrensd door het luchthaventerrein van Fuhlsbüttel.
Het centrum van Niendorf is de Tibarg. Winkels, bedrijfjes en gastronomie zijn geconcentreerd in de voormalige Dorfstrasse, nu een voetgangersgebied. Het stadsdeel bestaat hoofdzakelijk uit woonwijken, voornamelijk eengezinswoningen en rijtjeshuizen. Er zijn evenwel ook flatgebouwen en in Niendorf-Nord een hoogbouwcomplex. De perifere gebieden worden vooral gebruikt voor lokale recreatie. Naast het woongebied Niendorf en enkele volkstuinen, zijn er ook nog landbouwgebieden. De zuidelijke en westelijke grens van Niendorf wordt gevormd door de Kollau , die in Groß Borstel uitmondt in de Tarpenbek. De Kolla-laaglanden overstromen regelmatig na hevige regenval.
In het noorden waren er drie grote heidevelden : de Ohmoor, de Rahmoor en de Schippelsmoor. Deze gebieden zijn in de 20e eeuw ontveend, gecultiveerd en bebouwd. Alleen van de Ohmoor zijn er nog wat overblijfselen.

## Geschiedenis

### Prehistorie
De omgeving werd in ieder geval sinds het Midden-steentijdperk bewoond. Er waren twee grote nederzettingen uit het neolithicum in het noorden in de buurt van de heide. Oude landkaarten tonen ook grafheuvels uit de bronstijd, die niet bewaard zijn gebleven. Als ze landbouw- of nieuwbouwprojecten al niet in de weg stonden, werden ze uiteindelijk bij de uitbreiding van de luchthaven genivelleerd. Tijdens de ijzertijd schoof de nederzetting naar het zuiden op. Op de oude begraafplaats vond men potscherven, ijzerslakken en een molensteen. Een perceel ten noordoosten ervan heette in de 18e nog steeds  "Ohl Dörp" ( het "oude dorp"). Nadat de nederzetting die zich hier in de 14e bevond ten onder ging, ontstond in de 19e eeuw Niendorf (het "nieuwe dorp") op Tibarg, het huidige centrum van het district.

### Middeleeuwen en vroegmoderne tijd
Het oudste document over het Niendorf-gebied dateert uit 1184 en vermeldt het Kollauer Hof, een hofstede aan de samenvloeiing van de Kollau en de Tarpenbek, als eigendom van de aartsbisschop van Bremen. Niendorf zelf werd voor het eerst vernoemd in een document uit 1343. Dat jaar schonk een burger zijn eigendom in het dorp aan het kapittel van de kathedraal van Hamburg.
De plaats maakte deel uit van de parochie Eppendorf. In 1347 telde het register van die parochie in Niendorf zes belastingplichtige boerderijen. De seculiere autoriteiten van Niendorf waren een zijlijn van het huis Schauenburg, de heren van het graafschap Holstein-Pinneberg. Vanaf 1640 maakte Niendorf deel uit van de Pinneberger Waldvogtei en stond het onder Deens bestuur.
Eind 18e eeuw kreeg het plaatsje een zeker belang toen koning Christian VII de Deense grensdorpen afscheidde van de Hamburgse kerkorganisatie en in 1768 een parochie in Niendorf stichtte. Deze parochie omvatte ook Hummelsbüttel, Lokstedt, Schnelsen, Eidelstedt, Stellingen en Langenfelde. De kerk op het marktplein werd in 1770 ingewijd en sinds 1795 zijn er twee grote vee- en jaarmarkten. Naast de landbouw was de winning van turf uit de grote heidevelden een belangrijke bron van inkomsten. De veenstekers verkochten het veen in Hamburg en Altona, waar brouwers en azijn- en brandewijnstokers grote hoeveelheden afnamen. Elf naburige plaatsen namen deel aan de ontginning en verdeelden de heidegebieden onderling.

### Vanaf 19e eeuw
In de 19e begon de overgang van boerendorp naar stedelijke buitenwijk. Aanvankelijk was Niendorf toen een bestemming voor excursies vanuit Hamburg. De ''Topografie van het hertogdom Holstein" uit 1841 beschrijft de plaats als een "groot, mooi dorp met verschillende gebouwen ingericht als verblijf voor stadsbewoners". Voor excursies naar het Deense Niendorf moest toen nog de landsgrens worden overschreden. Toen de inwoners van Sleeswijk-Holsteiner in 1848 probeerden in opstand te komen tegen de Deense overheersing, namen ook boeren uit Niendorf deel. Na de Duits-Deense oorlog van 1864 werd Niendorf in 1867 Pruisisch en behoorde het tot het district Pinneberg van de provincie Sleeswijk-Holstein. Toen de vrijwillige brandweer in 1889 werd opgericht, telde Niendorf 1.125 inwoners.
Begin 20e eeuw werden er talrijke villa's en herenhuizen gebouwd toen rijke Hamburgers Niendorf ontdekt hadden, eerst als zomerresidentie en later als woonplek. Sinds 1907 reed er ook een tram van Hamburg naar Niendorf. Die bleef in bedrijf tot 1978 en werd toen vervangen door bussen en  - zij het een paar jaar later - door de U2-metrolijn.
In 1927 werd Niendorf met de naburige gemeenten Lokstedt en Schnelsen samengevoegd tot de Pruisische gemeente Lokstedt, om zo de inlijving in de stad Altona (Groot-Altona-wet) te voorkomen. In de jaren daarna versnelde de ontwikkeling naar een verstedelijkt gebied. De bevolking groeide van 2.750 in 1921 tot 7.940 in 1939. In 1930/32 werd de Tarpenbek, en vanaf 1934 de Kollau gereguleerd. Hierdoor zakte het grondwater enkele meter en konden voorheen drassige weilanden nu worden aangewend als bouwgrond. De eerste geschakelde appartementsblokken werden gebouwd. De fusiegemeente werd opgeheven op 26  januari 1937. Op deze dag werd het door de Greater Hamburg-wet afgescheiden van het Pruisische district Pinneberg en toegewezen aan de Hanzestad. Bij het verwoestende bombardement op Hamburg kwamen 11 mensen om het leven in Niendorf en werden 89 gebouwen door brand vernield, waaronder bijna alle huizen met rieten daken in het centrum. De vervolgaanval in de nacht van 3 en 4 augustus 1943 kostte nog eens 13 levens.
Na de oorlog breidde het bewoonde deel zich verder uit. Zo kapten de bewoners delen van de Niendorfer Gehege omdat ze brandhout nodig hadden. Daarom werd in 1948 de Hamburgse boombeschermingsverordening ingevoerd.
De gebieden werden vervolgens bebouwd. Anderzijds besloot de Hamburgse Senaat in 1946 om het 300 ha grote deel van de Ohmoor dat op het grondgebied van Niendorf lag, te ontginnen en te cultiveren. Daar waren in de jaren dertig al plannen voor, maar die mislukten wegens de onduidelijke eigendomstoestand. In de jaren 80 werd de wijk Niendorf-Nord gebouwd op de plaats van het voormalige Ohmoor.

## Statistieken
- Minderjarigen: 15,5% [Hamburgs gemiddelde: 16,6% (2020)][6]
- Aandeel 64-plussers: 26,0% [Hamburgs gemiddelde: 18,0% (2020)][7]
- Aandeel buitenlanders: 9,1% [Hamburgs gemiddelde: 17,7% (2020)][8]
- Werklozen: 3,9% [Hamburgs gemiddelde: 6,4% (2020)][9]

Het gemiddelde jaarinkomen in 2013 per belastingplichtige bedroeg in Niendorf 41.651 euro per jaar, het Hamburgse gemiddelde is 39.054 euro.

## Wapen

Wapen van de wijk Eimsbüttel

Niendorf heeft geen eigen wapen. Naast de watertoren in het Sternschanzenpark en een olifantenkop, symbool voor Hagenbecks Tierpark, maakt de marktkerk deel uit van het stadswapen van Eimsbüttel.

## Cultuur en bezienswaardigheden

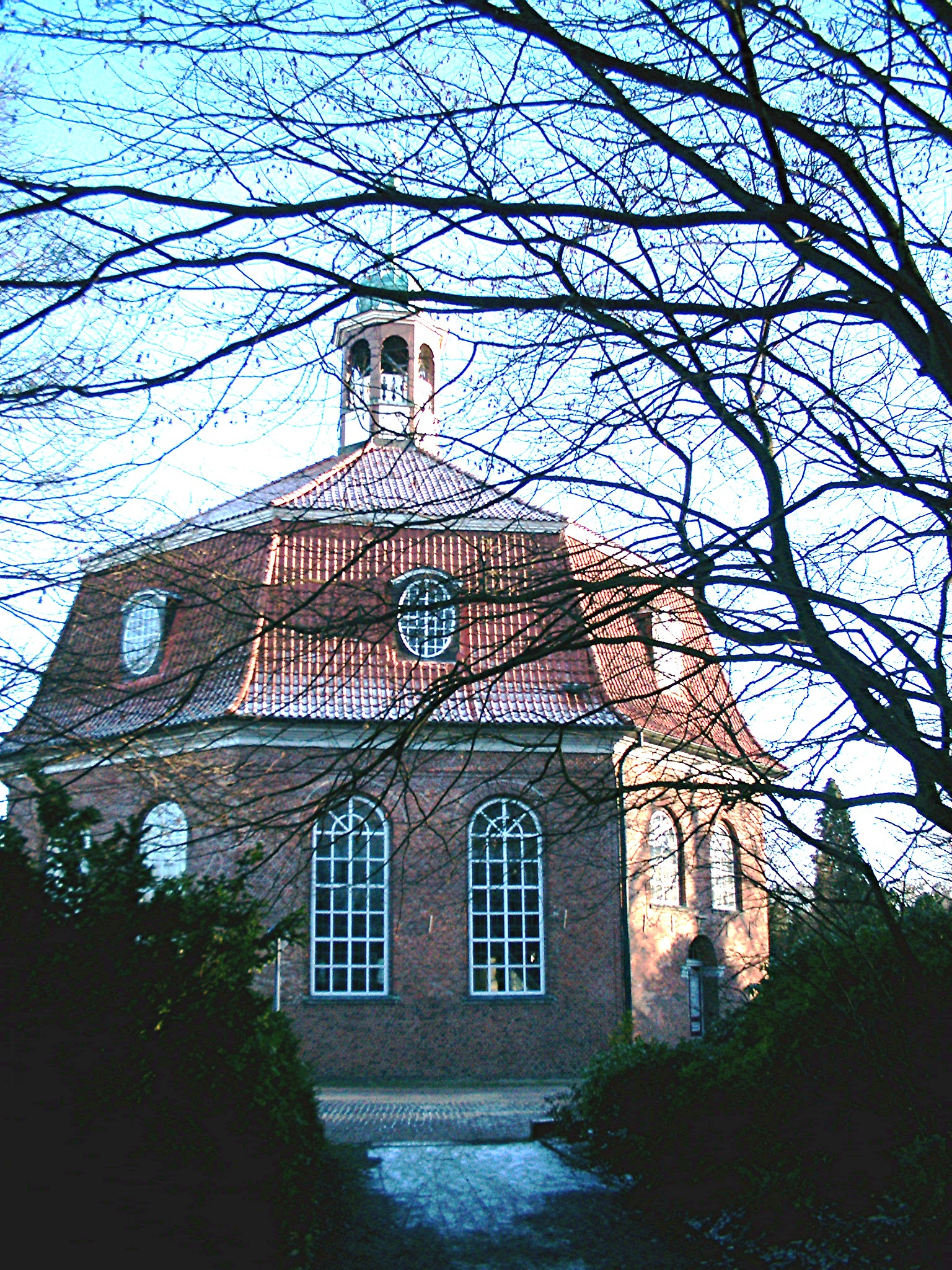
Marktkerk Niendorf

### De Marktkerk
De in 1770 ingewijde Marktkerk, wordt na de Michel beschouwd als het belangrijkste barokke gebouw in Hamburg Architect Heinrich Schmidt ontwierp het achthoekige gebouw naar het model van de kerken in Rellingen en Brande-Hörnerkirchen. De Hamburgse beeldhouwer Hans Kock ontwierp het marmeren altaar. Opvallend is de half zwevende doopengel, die met een handzwengel kan worden neergelaten. De kerk werd van 1977 tot 1986 grondig gerestaureerd.
Ten zuiden ervan ligt het Alte Niendorfer Friedhof. Daar bevindt zich het mausoleum van de familie Heymann, kunstgraven en grote familiegraven. Verschillende persoonlijkheden uit de geschiedenis van Hamburg liggen er begraven, waaronder Adolph Godeffroy en John von Berenberg-Gossler. Ook de acteurs Axel von Ambesser, Evelyn Hamann en Günther Jerschke en voetballer Josef "Jupp" Posipalwerden hier begraven. De zanger Friedel Hensch ligt begraven op het nabijgelegen Neue Niendorfer Friedhof.

### Sootbörn kunstenaarshuis
Sinds 1993 bestaat het kunstenaarshuis "Sootbörn" in de gelijknamige straat, met ateliers en wisselende tentoonstellingen. Het gebouw werd van 1927 tot 1929 gebouwd en bood onderdak aan een middelbare school en de hogeschool van Lokstedt Architecten waren de gebroeders Langloh uit Hamburg. Na de Tweede Wereldoorlog werden lessen er onmogelijk door het vliegtuiglawaai van de naastgelegen luchthaven Fuhlsbüttel. Vanwege de veiligheid moesten ook twee van de oorspronkelijke drie verdiepingen worden gesloopt.

### Villa's in de Niendorfer Gehege
In 1903 werd in opdracht van Johann Theodor Merck, directeur van de Hamburg-Amerika Lijn, een grote villa met park gebouwd in de Niendorf-Gehege. Vlakbij liet de bankiersfamilie Berenberg-Gossler van 1909 tot 1911 een zomerhuis bouwen in de jachthuisstijl, dat in 1923/24 werd uitgebreid voor permanente bewoning. Beide gebouwen zijn nu beschermd als monument.

### Berenberg Gosslerhuis
Sinds 1997 beheert een vereniging het "Berenberg-Gossler-Haus - Bürgerhaus für Niendorf" aan de Niendorfer Kirchenweg. Zij biedt een cultureel programma en gezondheidscursussen aan. Meerdere groepen gebruiken het gebouw voor hun bijeenkomsten. Het werd in 1913 gebouwd door bankier John von Berenberg-Gossler die het ter beschikking stelde als kinderdagverblijf. Het werd tot 1995 voor kleuters gebruikt.

### Bomen als gedenkteken

#### Dubbele eik op de Tibarg
Op de Tibarg herinnert een dubbele eik sinds 1898 de mislukte opstand van de inwoners van Sleeswijk-Holstein tegen de Denen, met ernaast een gednksteen met het opschrift "1848-1898 Up ewig ungedeelt" (voor eeuwig ongedeeld).

#### Tibarg eik
Een 400 jaar oude eik op het terrein van de Lippert’schen Villa met een omtrek van 8,07 m (in 2018).

### Memorial "tafel met 12 stoelen"

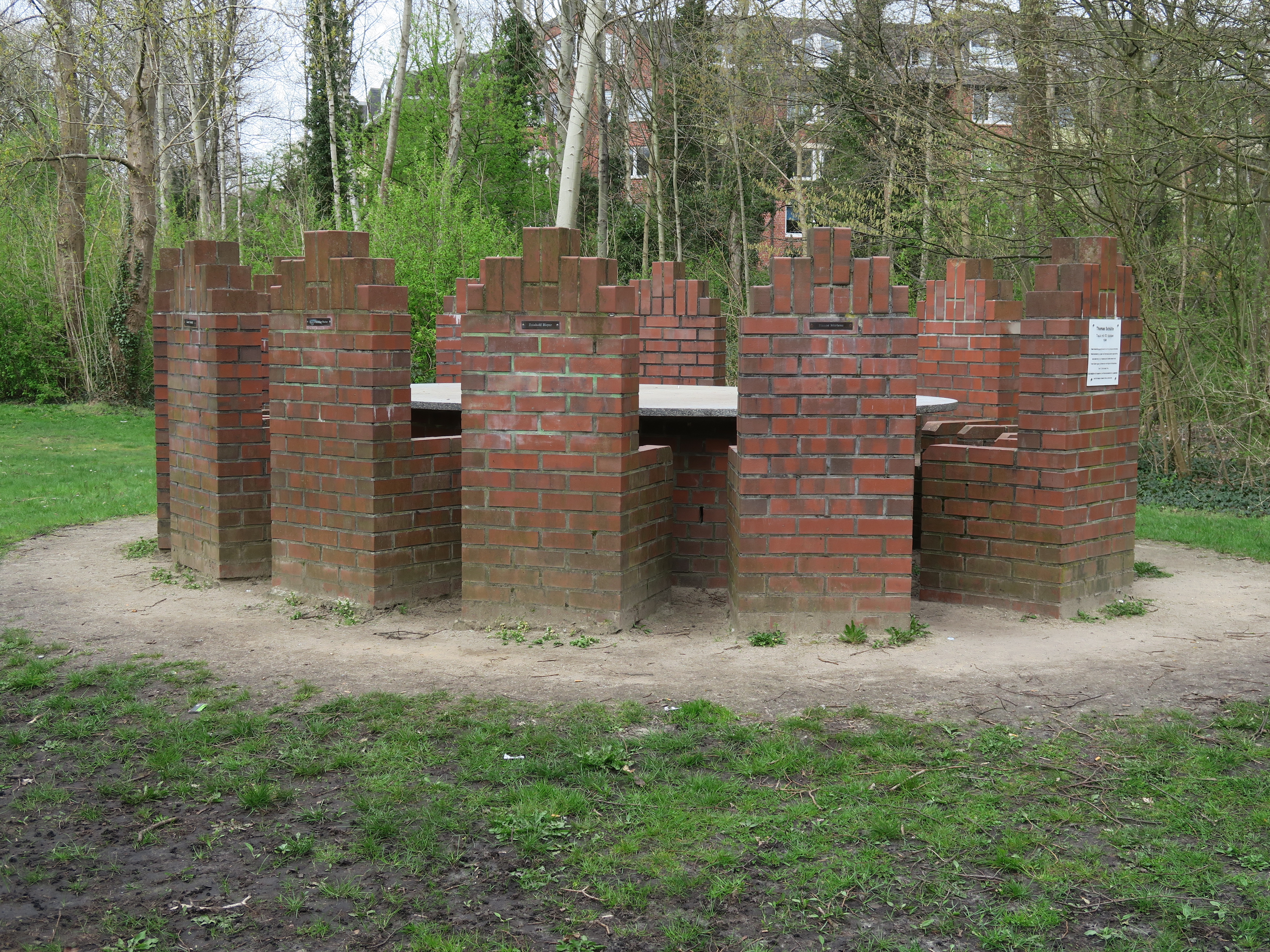
Verzetsstrijders-gedenkteken

Op een klein groengebied aan de Kurt-Schill-Weg in Niendorf-Nord staat het monument dat in 1987 werd ingehuldigd ter herdenking van de Hamburgse verzetsstrijders tegen het nationaalsocialisme. Naar een ontwerp van de Düsseldorfse kunstenaar Thomas Schütte werden twaalf stoelen en een ovale tafel van baksteen opgetrokken. Aan elf rugleuningen zijn bordjes met de namen van nazislachtoffers bevestigd. In 1984 kregen ook elf straten in de omgeving van het monument die namen. De twaalfde stoel is een uitnodiging aan de bezoeker om zich bij de kring aan te sluiten en de doden te herdenken.

## Infrastructuur

### de Tibarg

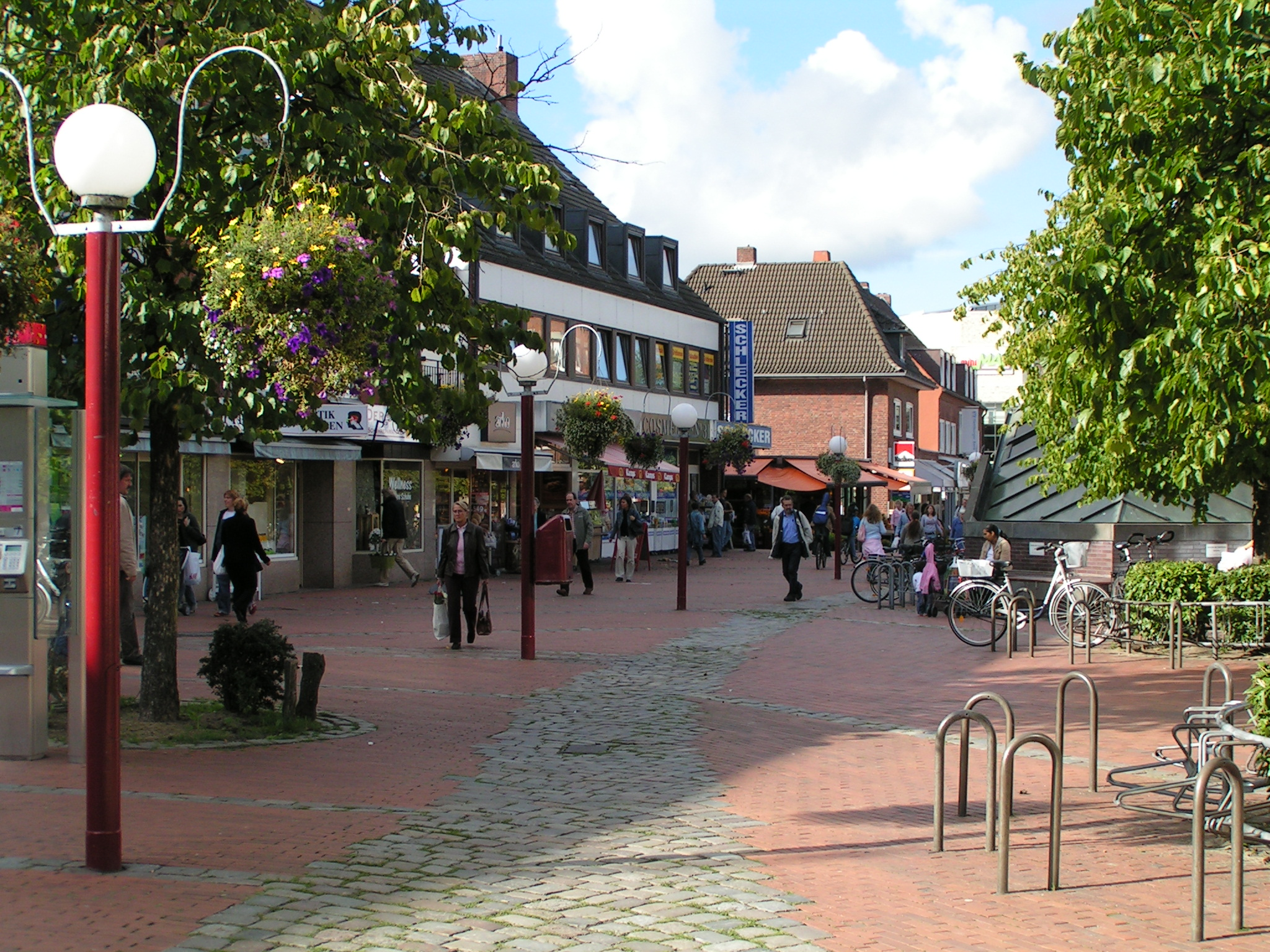
de Tibarg

De Tibarg is het centrum van Niendorf, een voetgangersgebied met winkels, gastronomie, diensten, het busstation en het metrostation Niendorf Markt. De naam werd in 1948 aan de voormalige "Hauptstraße" gegeven. Op de "Theeberg", de oude veldnaam voor de huidige Niendorfer Marktplatz, kan de Thieplatz, het verzamelpunt en rechtszittingsplaats van het dorp zijn geweest. De winkels zijn pas ontstaan na de verwoestingen van de Tweede Wereldoorlog. Daarvoor werden de straten gedomineerd door boerderijen en huizen; tot 1963 was er zelfs nog een hoefsmid. Aan de noordkant van de Tibarg heeft het winkelcentrum Tibarg, geopend in 2002, zich ontwikkeld tot een trekpleister. Het zuidelijke deel van de Tibarg wordt gekenmerkt door speciaalzaken. Om de aantrekkelijkheid voor bewoners, bezoekers en de vele medewerkers te verbeteren en aan te passen aan de groeiende vraag, zetten een groot aantal burgers, grondeigenaren en de lokale belangenorganisatie zich in voor de belangen van de Tibarg. Onder leiding van de districtsdirectie Tibarg worden sinds een aantal jaren toekomstgerichte activiteiten gebundeld. Met de oprichting van een Business Improvement District (BID) in 2010 werd de basis gelegd voor tal van herstructureringsmaatregelen op korte en lange termijn. Daarnaast zijn er grote evenementen zoals het traditionele Tibargfest, de boerenmarkt met wijnfestival of de "Nordische Weihnachten".

### Verkeer
Door metrolijn U2, die in 1985 werd ingehuldigd en in 1991 werd uitgebreid naar Niendorf Nord en MetroBuslijn 5, is de wijk goed verbonden met het centrum van Hamburg. Andere buslijnen bedienen de wijken van Niendorf en verbinden het metrostation Niendorf Markt am Tibarg met andere delen van de stad. De nabijheid van de luchthaven en van de rijksweg B447, die naar de nabijgelegen autoweg A7 leidt, heeft een negatieve invloed op de leefbaarheid van delen van Niendorf.

### Onderwijs
Niendorf heeft een goed uitgebouwd netwerk van scholen, met vijf basisscholen, twee middelbare scholen en een districtsschool, waaronder het Ohmoor gymnasium, het grootste gymnasium van Hamburg, met 1284 studenten (schooljaar 2019/20). Er is ook de vakschool van Niendorf, die zich vooral richt op het opleiden van sociaal pedagogisch assistenten.

### Groene ruimten en recreatiegebieden

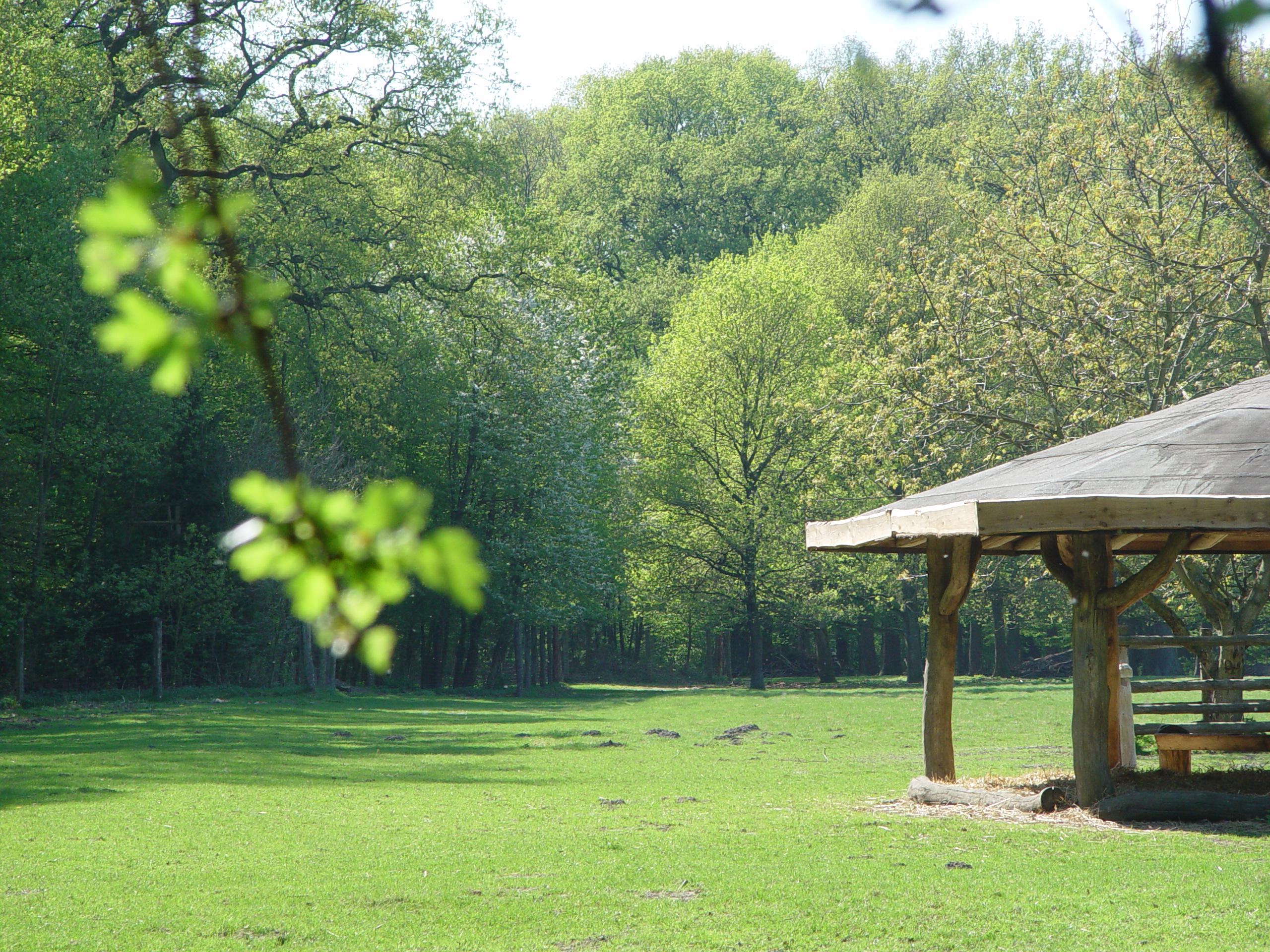
Niendorfer Gehege

Sinds begin jaren vijftig kocht de stad Hamburg de privéparkgebieden van de Niendorfer Gehege op en maakte er het huidige stadsbos van. De Niendorfer Gehege, de Eidelstedter Feldmark en de Schnelsener Feldmark zijn recreatiegebieden voor alle Hamburgers. In het noorden, op de grens met Sleeswijk-Holstein, ligt het Ohmoor, een natuurreservaat dat met zijn weiden, bossen en heidevelden een groene buffer vormt tussen Niendorf en Norderstedt.
Ook de 17 volkstuinverenigingen beslaan een groot aandeel van het groen. In 1905 werd in Niendorf de eerste volkstuin aangelegd; Veel huurders breidden hun tuinhuisje uit voor bewoning, vooral na de twee wereldoorlogen. In 1964 was 65 procent van alle volkstuinen in Niendorf permanent bewoond. Het wonen in dergelijke geïmproviseerde woningen is sindsdien sterk afgenomen, maar bestaat nog steeds.